# Çingiz Qurbanov
 (février 2025).
Çingiz Qurbanov était le soldat des forces armées azerbaïdjanaises et le "héros national de l'Azerbaïdjan".

## Biographie
Çingiz Qurbanov est né le 24 novembre 1994 dans le village de Khazra à Qusar, en Azerbaïdjan.En 2012, il est entré à l'Université technique d'Azerbaïdjan, dont il a obtenu son diplôme en 2016.

## Carrière militaire
Qurbanov a servi au service militaire actif en 2016. Il a été tué lors d'une fusillade avec les forces arméniennes à la frontière azerbaïdjanaise-arménienne le 29 décembre 2016. Çingiz Qurbanov a été enterré le 6 février dans le district de Qusar.

## Prix
- Héros national de l'Azerbaïdjan[3]
- Médaille d'Étoile d'Or